# سوبر باك مان
سوبر باك مان (بالإنجليزية: Super Pac-Man)‏ ، هي لعبة فيديو من نوع آركيد، صدرت عام 1982م عن طريق جهاز لعبة آركيد، ونشرها شركة نامكو اليابانية.

## وصلات خارجية
- سوبر باك مان على موقع القائمة القاتلة لألعاب الفيديو
- سوبر باك مان at the Arcade History database
- Super PAC-MAN on mobile platform
- Twin Galaxies' High-Score Rankings for Super Pac-Man
- Super PAC-MAN development notes (Atari 400/800 cart)